# Staurogyne
Staurogyne, po broju vrsta najveći rod primogovki u potporodici  Nelsonioideae. Pripadaju mu 152 vrste rasprostranjene poglavigto po tropskoj Aziji.

## Opis
Polugrmovi, grmovi i trajnice. Rod Staurogyne, najveći u Nelsonioideae, karakterizira kombinacija nejednakih režnjeva čaške (stražnji je izrazito veći, lateralni par manji, a prednji par srednje veličine), prisutnost/odsutnost reduciranog staminoda između stražnjeg para prašnika, bifide stigmi i jedan od njih dalje režnjevit, a sjemenke foveolatne (Braz & Monteiro 2011; Huet al. 2011). Rod pokazuje srodnost s Ophiorrhiziphyllon Kurz i Gynocraterium Bremek., koji se razlikuju po tome što imaju manje ovula (15 – 20) i krateriformne stigme (Hossain 2004). U Indiji je Staurogyne trenutno zastupljen s 11 vrsta (Karthikeyan et al. 2009). Otoci nisu zastupljeni, dok je poznato da Andamanski otoci posjeduju samo S. argentea Wall. Prijavljena prisutnost S. lanceolata (Blume) Kuntze i S. zeylanica Kuntze (Pandey & Diwakar 2008) temelji se na pogrešnoj identifikaciji S. argentea Wall. 

## Vrste
1. Staurogyne alba Braz & R. Monteiro
2. Staurogyne amboinica Bremek.
3. Staurogyne amoena Benoist
4. Staurogyne andamanica M.V.Ramana, Sanjappa, Venu & Chorghe
5. Staurogyne anigozanthus (Nees) Kuntze
6. Staurogyne anomala Bremek.
7. Staurogyne arcuata C.B.Clarke
8. Staurogyne argentea Wall.
9. Staurogyne aristata E.Hossain
10. Staurogyne arunachalensis R.Kr.Singh, D.Borah & Yama
11. Staurogyne athroantha Bremek.
12. Staurogyne atropurpurea E. Hossain
13. Staurogyne axillaris S. Moore
14. Staurogyne balansae Benoist
15. Staurogyne batuensis Bremek.
16. Staurogyne beddomei (C.B.Clarke) Kuntze
17. Staurogyne bella Bremek.
18. Staurogyne bicolor (Mildbr.) Champl.
19. Staurogyne brachiata (Hiern) Leonard
20. Staurogyne brachystachys Benoist
21. Staurogyne brevicaulis Benoist
22. Staurogyne bullata Bremek.
23. Staurogyne burbidgei C.B.Clarke ex Bremek.
24. Staurogyne cambodiana (Benoist) E. Hossain
25. Staurogyne caobangensis D. V. Hai & Joongku Lee
26. Staurogyne capillipes Bremek.
27. Staurogyne capitata E. A. Bruce
28. Staurogyne chapaensis Benoist
29. Staurogyne citrina Ridl.
30. Staurogyne comosa (Wall.) Kuntze
31. Staurogyne concinnula (Hance) Kuntze
32. Staurogyne condensata (Ridl.) Bremek.
33. Staurogyne coriacea (T.Anderson ex C.B.Clarke) Kuntze
34. Staurogyne cuneata J.B.Imlay
35. Staurogyne dasyphylla Bremek.
36. Staurogyne debilis (T. Anderson) C. B. Clarke
37. Staurogyne densifolia Bremek.
38. Staurogyne diandra E. Hossain
39. Staurogyne diantheroides Lindau
40. Staurogyne dispar J. B. Imlay
41. Staurogyne elegans (Nees) Kuntze
42. Staurogyne elmeri Co ex Pelser
43. Staurogyne elongata (Blume) Kuntze
44. Staurogyne ericoides Lindau
45. Staurogyne euryphylla E. Hossain
46. Staurogyne eustachya Lindau
47. Staurogyne expansa Bremek.
48. Staurogyne fastigiata (Nees) Kuntze
49. Staurogyne filipes E. Hossain
50. Staurogyne filisepala J. R. I. Wood & K. Armstr.
51. Staurogyne flava Braz & R. Monteiro
52. Staurogyne glutinosa (Wall. ex C. B. Clarke) Kuntze
53. Staurogyne gracilis (T. Anderson) Kuntze
54. Staurogyne grandiflora E. Hossain
55. Staurogyne griffithiana (Nees) Kuntze
56. Staurogyne guianensis (Bremek.) T. F. Daniel & Mc Dade
57. Staurogyne hainanensis C. Y. Wu & H. S. Lo
58. Staurogyne harmandii (Bonati) comb. ined.
59. Staurogyne havilandii C. B. Clarke ex Bremek.
60. Staurogyne helferi (T. Anderson) Kuntze
61. Staurogyne hirsuta (Nees) Kuntze
62. Staurogyne humifusa Bremek.
63. Staurogyne humilis (Nees) Kuntze
64. Staurogyne hypoleuca Benoist
65. Staurogyne inaequalis E. Hossain
66. Staurogyne incana (Blume) Kuntze
67. Staurogyne itatiaiae (Wawra) Leonard
68. Staurogyne jaherii Bremek.
69. Staurogyne kaengkrachanensis Choopan
70. Staurogyne kamerunensis (Engl.) Benoist
71. Staurogyne kerrii E. Hossain
72. Staurogyne kingiana C. B. Clarke
73. Staurogyne lanceolata (Blume) Kuntze
74. Staurogyne lasiobotrys (Nees) Kuntze
75. Staurogyne latifolia Bremek.
76. Staurogyne lepidagathoides Leonard
77. Staurogyne letestuana Benoist
78. Staurogyne longeciliata Bremek.
79. Staurogyne longibracteata E. Hossain
80. Staurogyne longicuneata H.S.Lo
81. Staurogyne longifolia (Nees) Kuntze
82. Staurogyne longispica (Ridl.) Ridl.
83. Staurogyne macclelandii (T. Anderson) Kuntze
84. Staurogyne macrobotrya (Kurz) T. F. Daniel & Mc Dade
85. Staurogyne macrophylla (T. Anderson ex C. B. Clarke) Kuntze
86. Staurogyne major Benoist
87. Staurogyne malaccensis C. B. Clarke
88. Staurogyne mandioccana (Nees) Kuntze
89. Staurogyne merguensis (T. Anderson) Kuntze
90. Staurogyne merrillii Bremek.
91. Staurogyne minarum (Nees) Kuntze
92. Staurogyne miqueliana Kuntze
93. Staurogyne monticola Benoist
94. Staurogyne neesii (Vidal) Merr.
95. Staurogyne novoguineensis (Kaneh. & Hatus.) B. L. Burtt
96. Staurogyne obtusa (Nees) Kuntze
97. Staurogyne ophiorrhizoides Elmer
98. Staurogyne palawanensis (Elmer) Bremek.
99. Staurogyne panayensis Bremek.
100. Staurogyne paniculata (Wall. ex T. Anderson) Kuntze
101. Staurogyne paotingensis C. Y. Wu & H. S. Lo
102. Staurogyne papuana Lauterb.
103. Staurogyne parva Braz & R. Monteiro
104. Staurogyne parvicaulis B. Hansen
105. Staurogyne parviflora (T. Anderson ex C. B. Clarke) Kuntze
106. Staurogyne perpusilla A. N. Henry & N. P. Balakr.
107. Staurogyne petelotii Benoist
108. Staurogyne polybotrya (Nees) Kuntze
109. Staurogyne priariganensis Bremek.
110. Staurogyne pseudocapitata Champl.
111. Staurogyne punctata J. B. Imlay
112. Staurogyne purpurea Aver. & K. S. Nguyen
113. Staurogyne racemosa (Roxb.) Kuntze
114. Staurogyne ranaiensis Bremek.
115. Staurogyne repens (Nees) Kuntze
116. Staurogyne riedeliana (Nees) Kuntze
117. Staurogyne rubescens Braz & R. Monteiro
118. Staurogyne samarensis Bremek.
119. Staurogyne scandens Benoist
120. Staurogyne scopulicola Kiew
121. Staurogyne sesamoides (Hand.-Mazz.) B. L. Burtt
122. Staurogyne setigera (Nees) Kuntze
123. Staurogyne shanica W. W. Sm.
124. Staurogyne sichuanica H. S. Lo
125. Staurogyne simonsii (T. Anderson) Kuntze
126. Staurogyne singularis Bremek.
127. Staurogyne sinica C. Y. Wu & H. S. Lo
128. Staurogyne spathulata (Blume) Koord.
129. Staurogyne spiciflora (Miq.) Bremek.
130. Staurogyne spiciformis E. Hossain
131. Staurogyne spraguei Wassh.
132. Staurogyne stenophylla Merr. & Chun
133. Staurogyne stolonifera (Nees) Kuntze
134. Staurogyne strigosa C. Y. Wu & H. S. Lo
135. Staurogyne subcapitata Bremek.
136. Staurogyne subcordata Benoist
137. Staurogyne subglabra C. B. Clarke
138. Staurogyne subrosulata E. Hossain
139. Staurogyne sundana Bremek.
140. Staurogyne sylvatica Lindau ex Braz & R. Monteiro
141. Staurogyne tenera Benoist
142. Staurogyne tenuispica Bremek.
143. Staurogyne thyrsoidea (Nees) Kuntze
144. Staurogyne trinitensis Leonard
145. Staurogyne vauthieriana (Nees) Kuntze
146. Staurogyne veronicifolia (Nees) Kuntze
147. Staurogyne vicina Benoist
148. Staurogyne viscida (Ridl.) Bremek.
149. Staurogyne warmingiana (Hiern) Leonard
150. Staurogyne yamokmehong J. R. I. Wood & K. Armstr.
151. Staurogyne yunnanensis H. S. Lo
152. Staurogyne zeylanica (Nees) Kuntze

## Sinonimi
- Ancistrostylis T.Yamaz.; J. Jap. Bot. 55(1): 1 (1980)
- Ebermaiera Nees; Wall. Pl. As. Rar. 3: 75 (1832)
- Erythracanthus Nees; Wall. Pl. As. Rar. 3: 75 (1832)
- Gynocraterium Bremek.; Sandwith, Kew Bull. 1939: 557 (1939)
- Neozenkerina Mildbr.; Notizbl. Königl. Bot. Gart. Berlin 7: 491 (1921)
- Nigrolea Noronha; Verh. Batav. Gen. 5: ed. I. Art. 4: 3 (1790)
- Ophiorrhiziphyllon Kurz; J. Asiat. Soc. Bengal 40: II. 76 (1871)
- Phyllophiorhiza Kuntze; Post & Kuntze, Lexic. 435 (1903)
- Staurogynopsis Mangenot & Aké Assi; Bull. Jard. Bot. État Bruxelles 29: 27 (1959)
- Stiftia Pohl ex Nees; Prodr. [A. DC.] 11: 70 (1847)
- Zenkerina Engl.; Bot. Jahrb. Syst. 23: 497 (1897)